# ألكسندر شتاين
ألكسندر شتاين (و. 1906 – 1993 م) هو كاتب، وكاتب سيناريو، وكاتب مسرحي، ومحرر سوفيتي، ولد في سمرقند، كان عضوًا في الحزب الشيوعي السوفيتي (منذ 1930)، توفي في موسكو، عن عمر يناهز 87 عاماً.

## التعليم
تعلم في Faculty of Philology of Saint Petersburg State University ‏
.

## جوائز
حصل على جوائز منها:
- جائزة الاتحاد السوفيتي الحكومية (1951)
- جائزة الاتحاد السوفيتي الحكومية (1949)
- وسام النجمة الحمراء (1942)
- ميدالية العامل المخضرم  [لغات أخرى]‏
- ميدالية الدفاع عن لينينجراد  [لغات أخرى]‏
- وسام شارة الشرف
- وسام صداقة الشعوب
- وسام الراية الحمراء من حزب العمال
- وسام الراية الحمراء من حزب العمال
- ميدالية الانتصار على ألمانيا في الحرب الوطنية العظمى 1941-1945
- وسام الحرب الوطنية من الدرجة 2  [لغات أخرى]‏
- ميدالية اليوبيل "للاحتفال بالذكرى المئوية لميلاد فلاديمير إيليتش لينين"  [لغات أخرى]‏